# Vatica sarawakensis
Vatica sarawakensis là một loài thực vật thuộc họ Dipterocarpaceae. Loài này có ở Indonesia và Malaysia.